# Cheftaste
Als Cheftaste (auch Boss-Key, When-The-Boss-Comes-By-Key oder Anti-Boss-Key genannt) wird eine Funktion (meistens eine Tastenkombination) in einem Computerprogramm bezeichnet, die verhindern soll, dass eine Person, die neben dem Monitor steht, erkennen kann, dass dieses Programm ausgeführt wird. Dazu wird das Bildschirmbild des Programms kurzzeitig durch ein anderes Bild (zum Beispiel das Bild einer Tabellenkalkulation) ersetzt, um den Eindruck zu erwecken, dass an dem PC gerade gearbeitet wird. Sobald die entsprechende Person ihre Blicke wieder vom Bildschirm abwendet, kann durch einen weiteren Befehl (etwa eine weitere Tastenkombination) das ursprüngliche Bild wiederhergestellt werden und das Programm weiterbenutzt werden. Diese Funktion wird meistens von Personen verwendet, die während der Arbeitszeit Computerprogramme oder Computerspiele benutzen, ohne dass sie die Genehmigung von ihrem Vorgesetzten (Chef) haben. Daher stammt auch der Name „Boss-Key/Bosskey“ beziehungsweise „Cheftaste“.
Bei Verwendung von Multitasking-fähigen Betriebssystemen wie zum Beispiel Microsoft Windows ist die Cheftaste überflüssig, denn es kann mit einer einfachen Tastenkombination bzw. einem Mausklick zwischen den laufenden Programmen umgeschaltet werden, was zum Beispiel unter DOS nicht möglich ist.
Zu den frühesten und bekanntesten Vertretern zählt die Leisure-Suit-Larry-Reihe von Al Lowe, wobei in diesem Spiel die Boss-Key-Funktion eher zur Erheiterung dienen soll. Die aufgerufene Tabellenkalkulation erscheint nur auf den ersten Blick ernsthaft, entpuppt sich bei genauerem Hinsehen jedoch als Vergleich verschiedener Kondomtypen. Zudem gab es keine Möglichkeit, nach Aktivierung des Boss-Keys ins Spiel zurückzukehren. Daher war der Boss-Key bei Leisure Suit Larry eher eine Falle im Spiel, aus der es keinen Ausweg gab.